# Маґдалена Шрода
Маґдалена Шрода (пол. Magdalena Środa; нар. 7 січня 1957, Варшава), уродж. Маґдалена Цюпак (пол. Magdalena Ciupak) — польська політикиня, феміністка, філософиня та публіцистка. Почесна професорка етики Варшавського університету. Колумністка видання «Газета Виборча». Уповноважена уряду з питань рівного статусу жінок і чоловіків в уряді Марека Бельки (2004-2005).

## Біографія

### Раннє життя
Маґдалена Цюпак народилась 7 січня 1957 року в місті Варшава.
Вивчала філософію у Варшавському університеті, де в 1982 році здобула докторський ступінь. У 1982-1991 роках працювала асистенткою, а згодом асистенткою-професоркою на факультеті етики Варшавського університету. Нині працює на факультеті на посаді асоційованої професорки.

### Феміністична діяльність
У 1980-х роках Маґдалена Шрода була активною учасницею руху «Солідарність». Після 1989 року вона не займалася політикою до 2004 року, коли прем'єр-міністр Марек Белька призначив її Уповноваженою уряду з питань рівного статусу жінок і чоловіків. Вона виступає за відокремлення держави від церкви, права ЛГБТ та більш ліберальне законодавство щодо абортів. Вона також відома своєю послідовною антивоєнною позицією у зовнішній політиці.
У грудні 2004 року виникла суперечка навколо заяви Шроди під час міжнародної конференції з питань убивств честі в Стокгольмі. Коли її запитали про ситуацію в Польщі, вона відповіла агентству «Ройтерз»: «Католицизм прямо не підтримує і не виступає проти насильства над жінками. Але існують непрямі зв'язки через культуру, яка сильно заснована на релігії». Ці слова були широко процитовані в польських ЗМІ та викликали публічну дискусію про насильство над жінками.
Ще одна суперечка розгорілася в березні 2008 року, коли Шрода публічно виступив проти ідеї захисних заходів для вагітних жінок у трудових відносинах. Коли частина феміністичного руху розкритикувала її за нехтування питаннями соціальної та економічної справедливості, вона відповіла: «Або ми боремося за серйозне ставлення на ринку праці, або за роль священної корови через запліднену яйцеклітину».
Найкраща кандидатка до Європейського парламенту у 2009 році за списком червоно-помаранчево-зеленої коаліції Соціал-демократії Польщі — Демократичної партії — Зелені 2004 (рекомендований Зеленими 2004) у Лодзинському повіті. Вона отримала 10 798 голосів (2,25% всіх голосів у своєму регіоні). Коаліція не подолала 5% бар'єр.

## Наукові дослідження
Її наукові дослідження зосереджені на питаннях індивідуалізму та його різних критиках (з постмодерністських, феміністичних та комунітаристських позицій), а також на етиці та політиці гендерних відносин.